# IGDB
IGDB (dawniej: Internet Game Database) – działająca od 2014 roku strona internetowa, baza danych na temat gier komputerowych i ich twórców. Od 2019 jest własnością Amazonu, który nabył ją poprzez podległą sobie firmę Twitch.

## Charakterystyka
IGDB gromadzi informacje na temat gier komputerowych, odpowiedzialnych za nie firm (studiów producenckich, wydawców, dystrybutorów) oraz tworzących je osobach – grafikach, animatorach, programistach, aktorach głosowych, itd. Strona działa na podobnej zasadzie jak mająca tego samego właściciela Internet Movie Database (IMDb), umożliwiając zarejestrowanym użytkownikom m.in. ocenianie i recenzowanie gier czy tworzenie własnych list oraz zestawień. Podobnie jak w przypadku IMDb zarejestrowani użytkownicy mogą – w oparciu o weryfikowalne źródła i materiały, jak chociażby nagranie listy płac zamieszczone na YouTubie – dodawać nowe strony o grach niedostępnych jeszcze w bazie oraz uzupełniać już istniejące. Po zweryfikowaniu przez redaktorów IGDB informacje takie są następnie publikowane na stronie albo odrzucane. Od listopada 2024 producenci gier, ich wydawcy czy aktorzy głosowi mogą zgłaszać do redakcji IGDB prośby o utworzenie zweryfikowanych kont i samodzielnie dodawać do bazy informacje, które są rozpatrywane w pierwszej kolejności.
Pod koniec lutego 2025 w bazie IGDB znajdowały się informacje o ponad 304 tys. gier, 8,7 tys. serii i 58 tys. firm oraz ponad 1,9 mln grafik.

## Historia

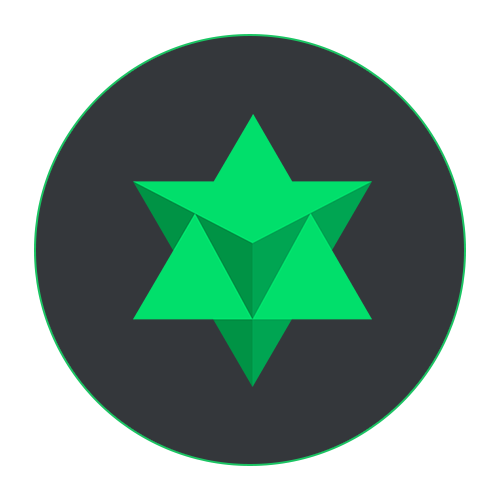
Stare logo IGDB.

Stronę założył Christian Frithiof, który na pomysł jej stworzenia wpadł w 2010 roku. Przez kilka lat zbierał zespół, z pomocą którego w 2014 udało mu się uruchomić zawierającą informacje na temat dwustu gier wersję beta strony. W sierpniu 2015 r. IGDB udostępniło bezpłatnie interfejs programowania aplikacji swojej bazy do użytku komercyjnego i niekomercyjnego.
W 2016 IGDB przeprowadziło pierwszą inwestycję, dzięki której udało zdobyć się środki finansowe na zatrudnienie pełnoetatowych pracowników i przeniesienie firmy do Göteborga. W 2020 IGDB dysponowała własnym biurem i filią w Stanach Zjednoczonych oraz zatrudniała jedenastu pracujących zdalnie pracowników z różnych krajów.
We wrześniu 2019 strona stała się własnością Amazonu, który kupił ją poprzez podległą sobie firmę Twitch odpowiedzialną za platformę medialną umożliwiającą prowadzenie na żywo transmisji z gier komputerowych. Platforma Twitch wykorzystuje bazę danych IGDB do sugerowania podpowiedzi podczas korzystania ze swojej przeglądarki i polecania treści użytkownikom.